# Inzá
Inzá – miasto w Kolumbii, w departamencie Cauca.